# 桜島爆発図
『桜島爆発図』（さくらじまばくはつず、櫻島爆發圖）は、日本の洋画家・黒田清輝による一連の作品群の総称。1914年（大正3年）1月に発生した桜島の大正大噴火に偶然にも遭遇した黒田は創作意欲を刺激され、噴火の情景を日を追って描写した。『噴煙』『噴火』『溶岩』『降灰』『荒廃』および『湯気』の6点からなる。1974年（昭和49年）、鹿児島市の指定文化財（有形文化財・絵画）に指定される。美術史家の隈元謙次郎は「記録画として極めて貴重」としている。
油彩画。それぞれ縦13.8センチメートル、横18.2センチメートルの小品。支持体については、板としている文献がある一方で、カンヴァスとしている文献がある。鹿児島市立美術館に所蔵されている。『桜島爆発』（櫻島爆發）とも表記され、単に『桜島』とも称される。「生誕120年記念 黒田清輝展」の図録では、『桜島爆発図（連作6点）』（英: The Eruption of Volcano Sakurajima (Six Pictures)）というタイトルで紹介されている。署名はいずれも “S. K” であり、『噴煙』『噴火』『湯気』は最左下部に、『溶岩』『降灰』『荒廃』は最右下部に入れられている。

## 画家
1866年（慶応2年）6月29日、黒田清輝は島津藩士の父、黒田清兼（きよかね）と母、八重子の間に長男として鹿児島城下高見馬場（現在の鹿児島市東千石町）に生まれた。清輝は、生まれたときから清兼の兄にあたる黒田清綱（きよつな）の養子になることが決定されていたため、1871年（明治4年）3月18日、4歳のとき、清綱の養嗣子となった。翌1872年（明治5年）、養母および実母とともに上京し、麹町平河町（現在の千代田区平河町）に所在した清綱邸に居住した。
1884年（明治17年）、18歳のとき、黒田は法律学を修めることを目的としてフランスに留学する。やがて画家を志すようになり、同国の画家ラファエル・コランに入門した。帰国後の1896年（明治29年）には、久米桂一郎らとともに美術団体、白馬会を結成し、日本に外光派を導入することに励んだ。

## 由来

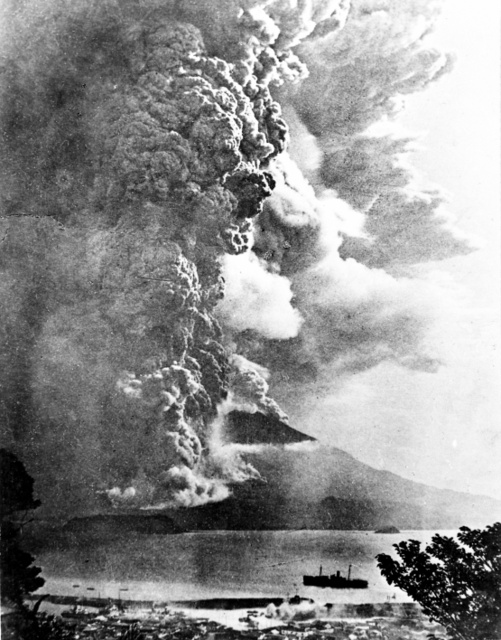
桜島の大正大噴火

1914年（大正3年）の元旦を鎌倉で迎えた黒田は、鹿児島で病床に伏していた実父、清兼を見舞うため、1月7日の朝に鎌倉を出発した。翌8日の夜に鹿児島に到着すると、すぐに平之町の清兼の邸宅を訪問し、彼の病気を見舞い、薩摩屋の別荘に泊まった。その3日後にあたる11日に地震が発生し、翌12日から始まった桜島の大正大噴火に偶然にも遭遇したのである。
黒田は、芹ヶ野金山（のちの串木野金山）を視察していた際に噴火発生の知らせを受け、急いで鹿児島に戻り、郊外の武村へ行き、13日には田上村に移動し、清兼を乗せた車を押して避難した。しかし、黒田はこの大規模な噴火に画家としての製作意欲を触発され、鳴動が起きている中で何度も海を渡って桜島に赴き、視察した。この視察には、黒田の弟子の山下兼秀や大牟礼南塘が随行していた。
黒田は、14日ごろから23日ごろにかけての間に刻々と変化する噴火の様子を計6点の小品連作に描き出した。黒田は、地震学者で当時の東京帝国大学地震学教室の教授、大森房吉が桜島の周辺の調査を実施する際に同行するなど、2人の間には交流関係があった。
黒田は、噴火の様子を描いたスケッチの版画6点を大森に譲り渡したとされ、そのことを大森から伝えきいた地震学者で当時の同地震学教室の助教授、今村明恒は直ちに黒田を訪問し、スケッチの版画をもとに製作された油彩画を譲り受けた。今村が1948年（昭和23年）に死去すると、油彩画は彼の妻によって鹿児島市立美術館に寄贈された。
この油彩画作品については、画集が製作されている。1914年（大正3年）5月、『清輝画集 第1集』というタイトルで原色写真版として出版され、中西屋から発行された。画集は、台紙が縦23.6センチメートル、横30.2センチメートルであり、多倒式のケースに入れられていた。地震学教室が買い入れた画集を国立科学博物館が所蔵している。
1974年（昭和49年）3月15日、鹿児島市の指定文化財（有形文化財・絵画）に『桜島噴火連作6点』（櫻島噴火連作6点、さくらじまふんかれんさく6てん）の名称で、黒田の『アトリエ』および八田知紀の『竹』（いずれも鹿児島市立美術館所蔵）とともに指定される。
2010年（平成22年）、鹿児島市は観光オブジェ事業として、鹿児島にゆかりのある人物をモチーフとしたオブジェ「時標」（ときしるべ）を市内7か所に設置した。そのうちの1つ、時標3「黒田清輝、桜島の噴火を描く」が東千石町にあり、桜島の大噴火を目撃した黒田が、その様子を写生するために山下兼秀とともに鹿児島港へ向けて歩を進める姿が像で表現されている。

## 主題
本連作の主題である桜島の大正大噴火（さくらじまのたいしょうだいふんか）は、20世紀の日本における最大規模の火山噴火である。1914年（大正3年）1月12日に始まった。午前8時ごろに東側と西側の山腹および南岳の山頂から白煙が上がった。午前10時5分ごろに西側山腹の引ノ平の付近から、10時15分ごろに東側山腹の鍋山付近からそれぞれ噴火が始まった。10時半ごろには、噴煙が5キロメートル以上の高さにまで立ちのぼり、島全体を覆い尽くした。午後6時半ごろにはマグニチュード7程度の地震が錦江湾で発生し、それに伴う小規模な津波がおよそ1時間後に発生している。13日の午後8時14分ごろに西側山腹で火砕流を伴う噴火が起きた後、溶岩の流出が始まった。噴火による死者・行方不明者は計58人に上り、110人を超える負傷者が出たほか、焼失した家屋は2,000戸を超えた。

## 作品

### 『噴煙』

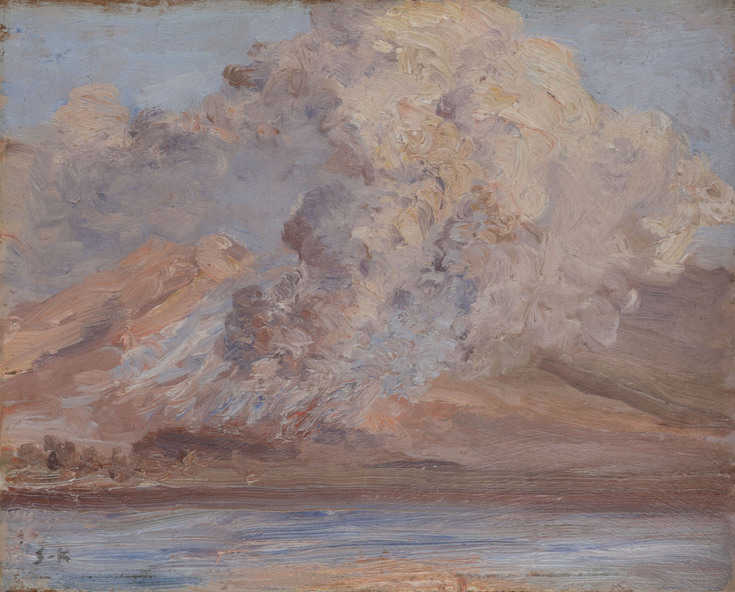
黒田清輝『噴煙』、1914年、鹿児島市立美術館所蔵

『噴煙』（ふんえん）は、本連作の第1作であり、『築港より見たる「噴煙」』とも題される。噴火活動が始まった1914年（大正3年）1月12日から2日後にあたる14日の昼間に製作されたもので、鹿児島築港の近くから眺めた立ちのぼる噴煙を描いている（製作日を同月15日としている文献もある）。溶岩は、同月13日に噴火口から流出し、翌14日に桜島の西側の傾斜面を流れ下った。島の中腹付近から噴き出る溶岩は、赤色で描かれている。噴火口より噴きあがる噴煙のほか、島の中腹から立ちのぼる煙は、北方から吹く風によって南方（画面の右側）に押し流されている。噴煙は素早い筆致で描かれている。黒田は1月14日付けおよび15日付けの日記にそれぞれ次のように記している。
午後一同平之町ニ帰還シ今夜同処ニ一泊ス—黒田清輝、『黒田清輝日記』、1914年1月14日
山下兼秀君等ト磯沿岸ヲ視察ス 途中伊集院公使ニ遇—黒田清輝、『黒田清輝日記』、1914年1月15日

### 『噴火』

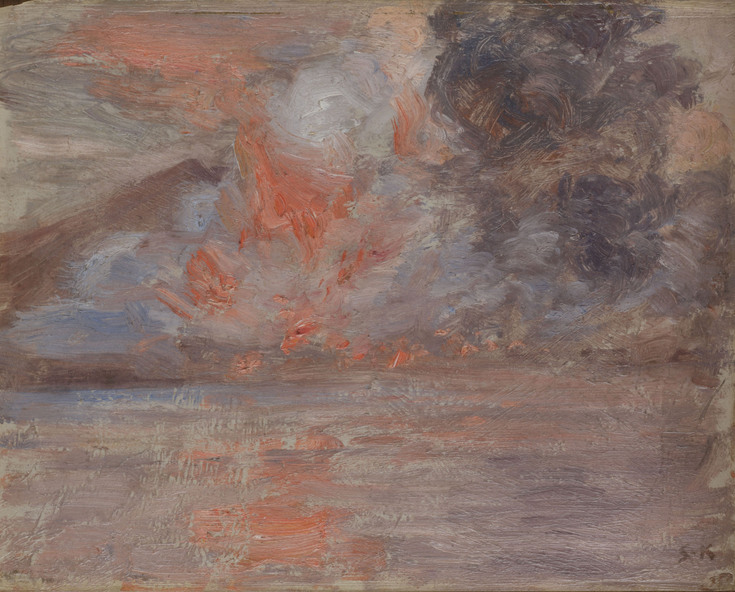
黒田清輝『噴火』、1914年、鹿児島市立美術館所蔵

『噴火』（ふんか）は第2作。『噴煙』が描かれた1月14日の2日後にあたる同月16日の夕方の時間帯に製作された。構図は『噴煙』とほぼ同じである。島西側の傾斜面を流れ下った溶岩は、海の中へ流れ落ちた。噴火の火炎が画面の中央部に描かれ、画面下部の海面にはその火炎が映り込んでいる。画面の右側には、黒色を帯びた煙が荒々しい筆触で描かれている。黒田は16日付けの日記に次のように記している。
午後水雷艇鶉ニ便乗谷口知事 大森博士等ト桜島西北東方面ヲ巡視ス—黒田清輝、『黒田清輝日記』、1914年1月16日

### 『溶岩』

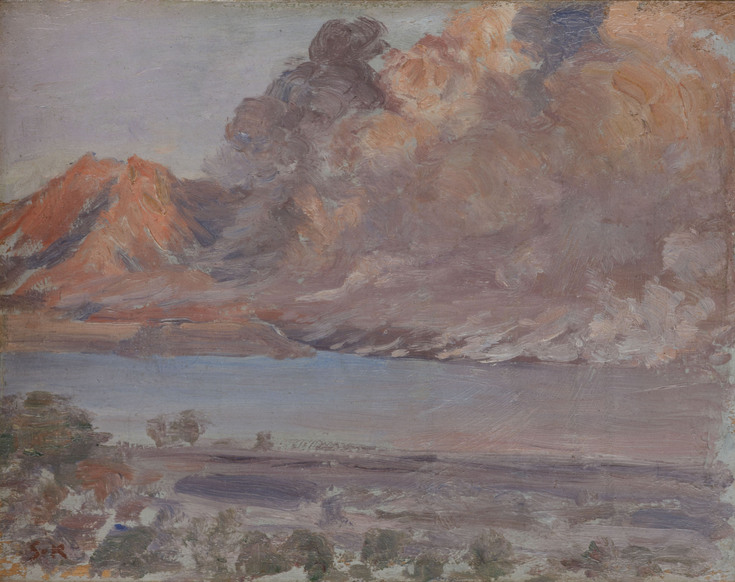
黒田清輝『溶岩』、1914年、鹿児島市立美術館所蔵

『溶岩』（熔岩、ようがん）は第3作であり、『浄光明寺より見たる「溶岩」』とも題される。『噴火』が描かれた1月16日の2日後にあたる同月18日に製作された。『溶岩』では、鹿児島市の東北部にある浄光明寺の近くにある丘陵から噴火の様子を遠く望んだ光景が描かれている。この頃、溶岩流は桜島の付近にあった烏島（からすじま）の周囲を取り囲んでいた。溶岩は海岸に到達し、水蒸気が立ちのぼっている。噴火口より噴き出た噴煙や海の上の蒸気が、比較的強い北風により南方（画面の右側）に押し流されている。黒田は18日付けの日記に次のように記している。
夫レヨリ浄光明寺ニ到大牟禮子会合 今夜ヨリ配電ス 之レガ為市街稍復旧ノ状ヲ呈スルニ至レリ—黒田清輝、『黒田清輝日記』、1914年1月18日

### 『降灰』

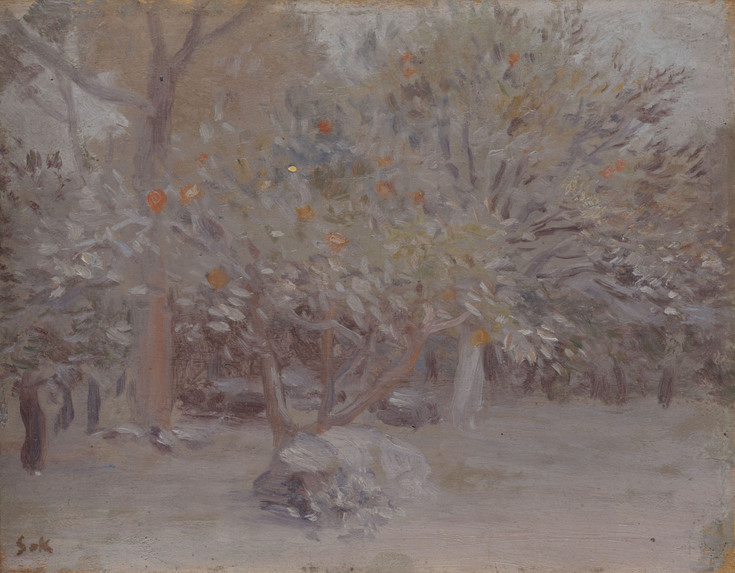
黒田清輝『降灰』、1914年、鹿児島市立美術館所蔵

『降灰』（こうはい）は第4作であり、『鹿児島における「降灰」』とも題される。『溶岩』が描かれた1月18日の翌日にあたる19日に製作された。黒田が泊まった鹿児島市内の宿舎「薩摩屋」の庭園に火山灰が降り積もっている様子が描かれている。庭園の樹木や地面を含む画面のほとんどが、銀色を帯びた灰色の火山灰で覆われている。樹木には、熟して黄色くなったダイダイの果実が実っている。この作品によって、大噴火による降灰が鹿児島市内にまで及んでいたことをうかがい知ることができる。黒田は19日付けの日記に次のように記している。
同宿ノ日根野勅使ニ挨拶ヲナス 午後敏子ヲ伊藤墓地ヘ案内シ又大中社 南洲寺 洲崎等ヘ回ハル 十二日附東京電報ノ配達ヲ受ク—黒田清輝、『黒田清輝日記』、1914年1月19日

### 『荒廃』

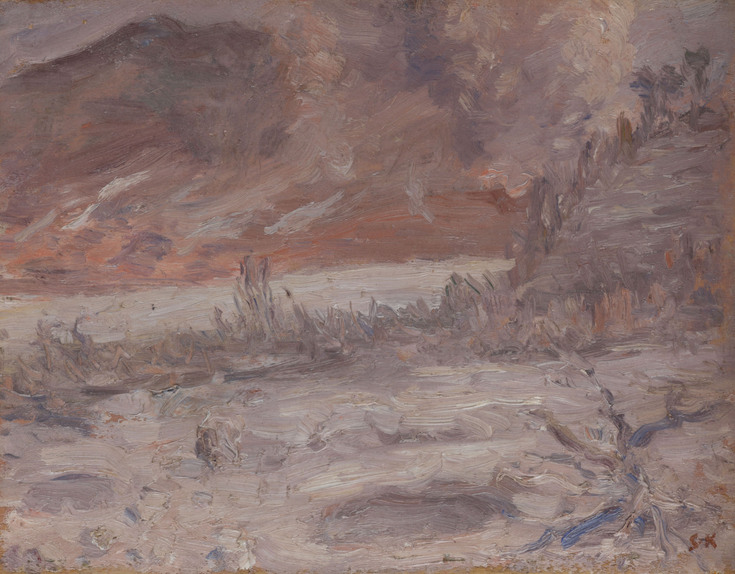
黒田清輝『荒廃』、1914年、鹿児島市立美術館所蔵

『荒廃』（こうはい）は第5作であり、『小池村の「荒廃」』とも題される。『降灰』が描かれた1月19日の4日後にあたる同月23日に製作された。桜島に赴いた黒田が、袴腰（はかまごし）の近くから噴火の様子を望んだ光景が描かれている。島の沿岸部にあったミカンの樹林が燃え尽き、そこから煙が立ちのぼっている様子と、雄々しい火山島とが対照的に描写されている。黒田は23日付けの日記に次のように記している。
再ビ桜島ヘ赴ク 同行十一名ナリ 此連中福茶ト云フ旗亭ニ於テ晩餐会ヲ催ス 十時使ニ接シ出席 午前一時ニ至レリ 桜島同行者 堺 國友 五島 山下 岩山 大牟禮 梅北 杉本 外ニ有盈及敏子—黒田清輝、『黒田清輝日記』、1914年1月23日

### 『湯気』

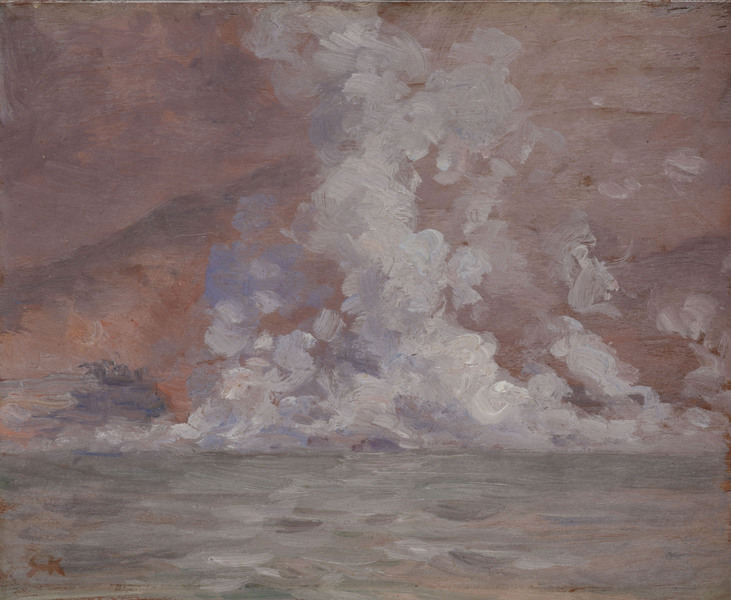
黒田清輝『湯気』、1914年、鹿児島市立美術館所蔵

『湯気』（ゆげ）は第6作であり、『横山村溶岩より生ずる「湯気」』とも題される。6作のうち唯一製作日が定かでない作品である。構図は『噴煙』とほぼ同じである。流出した溶岩が海面まで到達したために、そこから白色の水蒸気が勢いよく噴き出て立ちのぼっている様子が描かれている。このことからは、噴火活動が開始してから落ち着くまでのいずれかの時点に描かれたということしかわからない。鹿児島市立美術館は、本画は鳴動が発生している中で船を出して描かれたとしている。鹿児島市のウェブサイトには、「自然現象の一瞬を、繊細な筆触で表現した活き活きとした作品である」との旨の評価が掲載されている。

## 評価

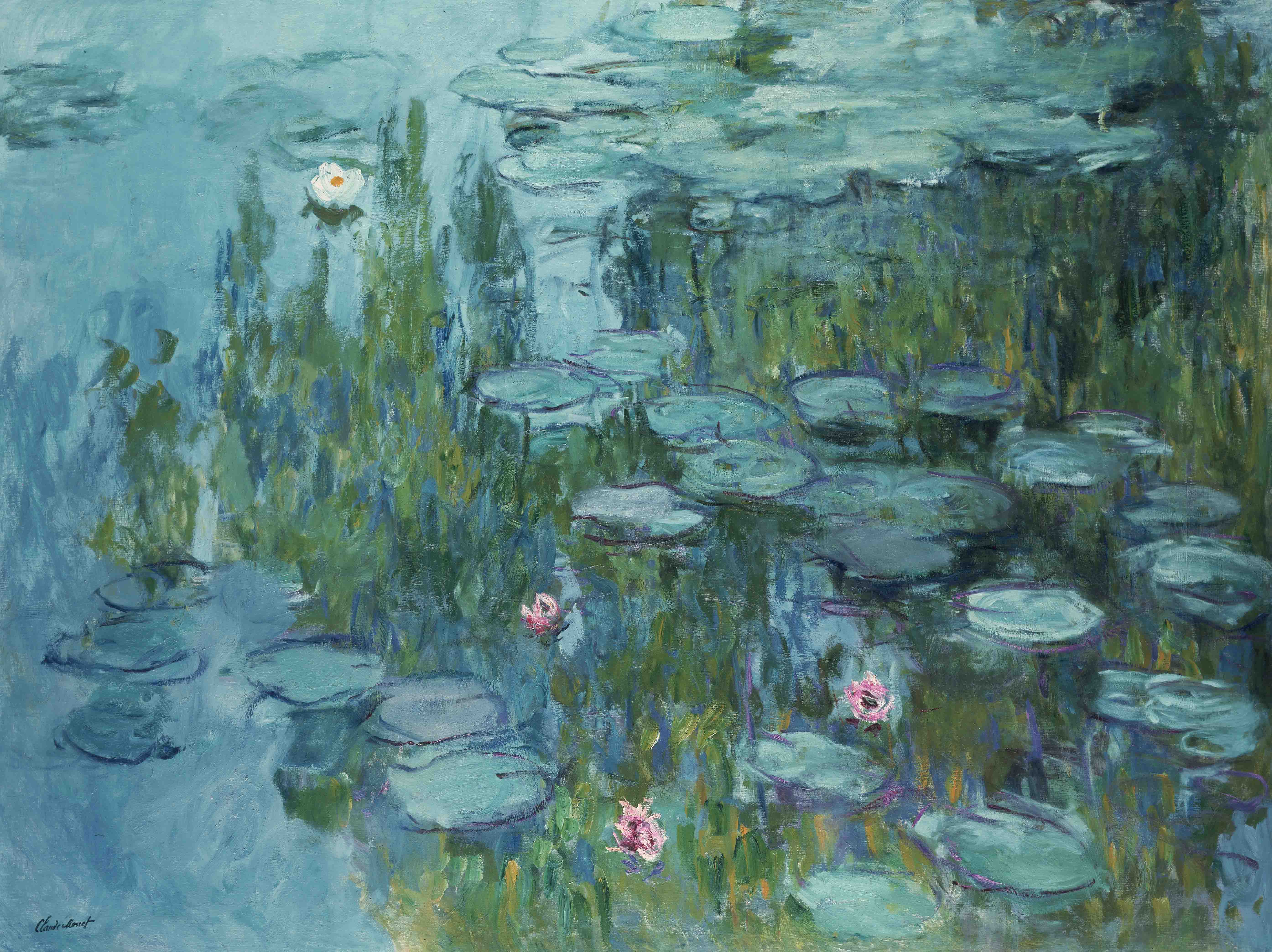
モネ『睡蓮』、1915年、ノイエ・ピナコテーク所蔵

美術史家の高階秀爾は、モチーフを変更することなく、気象条件などによって変化するさまざまな風景を描くという方法からは、フランスの画家クロード・モネが発表した連作『睡蓮』や『ルーアン大聖堂』が想起されるとした上で次のような評価を述べている。
小さな画面に筆をぐいぐいと押しつけて行くような大胆な描法で、ダイナミックな変化を見せる自然のすさまじいエネルギーを見事に表現するのに成功した。—高階秀爾、『原色日本の美術 27 近代の洋画』、1971年
美術史家の隈元謙次郎は、「黒田が芸術家としての興味で描き上げた芸術性にあふれた作品であると同時に、刻々と変化する噴火の状況をありのままにとらえた記録画としても貴重性の高い作品である」との評価を述べている。